# Чухрай, Сергей Алексеевич

Памятная доска на школе

Серге́й Алексе́евич Чухра́й (род. 31 мая 1955, Куйбышевка-Восточная, Амурская область) — советский гребец-байдарочник, заслуженный мастер спорта СССР (1976).

## Биография
В 1970 году окончил среднюю школу № 3 города Новой Каховки и Новокаховский электромеханический техникум (1974).
Спортивную карьеру начал школьником в спортивном обществе «Авангард», Новая Каховка. Военнослужащий. Выступал за ДСО «Авангард» (Новая Каховка), с 1978 года — за Спортклуб Краснознаменного Черноморского Флота.
Член сборной Советского Союза с 1974 года.
Проработал шесть лет в сборной, в этом статусе ездил на две Олимпиады — в Сеул и Барселону. Подготовил семь чемпионов мира, призёров Олимпийских игр. Когда Союз распался, работал тренером сборной Украины.

## Заслуги
Многократный чемпион СССР в дисциплинах гребли на байдарке-двойке и байдарке-четвёрке. На байдарке-двойке: в 1976, 1977, 1978 годах — на 500 м, в 1979, 1980 годах — на 1000 м. На байдарке-четвёрке: в 1979, 1983, 1984 годах — на 500 м, в 1976, 1983, 1984 годах — на 1000 м, в 1982 году — на 10 000 м.
Чемпион мира 1978 года на байдарке-двойке на 1000 м, 1979 года — на байдарке-двойке на 500 м, 1982 года — на байдарке-четвёрке на 10 000 м. Серебряный призёр чемпионата мира 1979 года на байдарке-четверке на 500 м, бронзовый призёр чемпионата мира 1978 года на байдарке-двойке на 500 м и 1979 года на байдарке-двойке на 1000 м.
Чемпион Олимпийских игр 1976 года на байдарке-четвёрке на 1000 м. Двукратный чемпион Олимпийских игр 1980 года на байдарке-двойке (вместе с В. Парфеновичем) на 500 м и 1000 м.

## Награды и звания
- Кавалер ордена «Трудового Красного Знамени» и ордена «Знак Почёта».
- Почётный гражданин города Новой Каховки.
- Орден «За заслуги» III степени (Украина, 2002 год)[3]

## Память
- В Новой Каховке ежегодно проводится открытое первенство города по гребле на байдарках и каноэ на призы Сергея Чухрая.[4]